# 尚寶司卿
尚寶司卿，明朝官職，即尚宝司长官。定员一人，正五品，主要掌管宝玺、符牌、印章之事。

## 歷史沿革
朱元璋初建政，设符玺郎，正七品。吴元年（1367年），改尚宝司卿，秩正五品。明初，以侍从儒臣、勋卫领，其后亦多以恩荫寄禄。迁都后，南京尚宝司亦设卿一员。

## 參閲
- 尚寶司丞